# Shenzhen Airlines
Shenzen Airlines (čínsky: 深圳航空, v českém překladu: Šenčenské aerolinie) (ICAO: CSZ, IATA: ZH) je čínská letecká společnost se sídlem v Šen-čenu na zdejším letišti Pao-an. Byla založena v roce 1992, operuje od roku 1993. Od roku 2012 patří mezi členy aliance Star Alliance. Z 50 procent je vlastněná aeroliní Air China, z 80 % vlastní Kunming Airlines (2018). Provozuje především regionální lety po Číně, naprostá většina flotily jsou úzkotrupé letouny se střední kapacitou.
K roku 2018 létá do 74 destinací, má flotilu 181 letounů.